# Art Spiegelman
Art Spiegelman, född 15 februari 1948 i Stockholm, är en amerikansk serieskapare. Han har medverkat i och drivit ett antal tidskrifter och även verkar som illustratör. Mest känd är han för serieromanen Maus.

## Biografi
Spiegelman föddes i Stockholm; hans föräldrar var polskjudiska flyktingar. Han växte upp i Queens, New York och tog examen vid High School of Art and Design. Han är mest känd som skapare av Maus (två delar 1986 och 1991), vilken gav honom Pulitzerpriset. Tillsammans med sin hustru Françoise Mouly grundade han 1980 serieantologin RAW, som gavs ut fram till 1991.
Han har också arbetat för tuggummitillverkaren Topps, för vilka han skapat produkter som samlarkorten Garbage Pail Kids. Han arbetade också under tio år från 1992 för tidningen The New Yorker. 2004 publicerade han serien In the Shadow of No Towers, inspirerad av 11 september-attackerna.
Spiegelman har, förutom det nämnda Pulitzerpriset, vunnit ett antal priser, bland annat Inkpot Award, Adamsonpriset, Urhunden och Eisnerpriset.

## Källhänvisningar
1. ↑  Internet Movie Database, IMDb-ID: nm0818554co0047972, läst: 21 juli 2015.[källa från Wikidata]
2. ↑  Art Spiegelman, RKDartists (på engelska), RKDartists-ID: 237509.[källa från Wikidata]
3. ↑  SNAC, SNAC Ark-ID: w67989rq, läs online, läst: 9 oktober 2017.[källa från Wikidata]
4. ↑  Art Spiegelman (på nederländska), Jeugdliteratuur.org.[källa från Wikidata]
5. ↑  Museum of Modern Arts webbsamling, MoMA konstnärs-ID: 6642, läs online, läst: 4 december 2019.[källa från Wikidata]
6. 1 2  abART, abART person-ID: 137747, läst: 1 april 2021.[källa från Wikidata]
7. ↑  Union List of Artist Names, 11 maj 2018, ULAN: 500123900, läs online, läst: 14 maj 2019.[källa från Wikidata]
8. ↑  LibraryThing.[källa från Wikidata]
9. ↑  läs online, The New York Times , läst: 11 mars 2022.[källa från Wikidata]
10. ↑  läs online, The Guardian , läst: 11 mars 2022.[källa från Wikidata]
11. ↑  läs online, biography.jrank.org , läst: 11 mars 2022.[källa från Wikidata]
12. ↑  läs online, www.comic-con.org , läst: 14 juli 2021.[källa från Wikidata]
13. ↑  läs online, www.comics.org , läst: 4 mars 2022.[källa från Wikidata]
14. 1 2  Art Spiegelman: Conversations, University Press of Mississippi, 2007, s. xx.[källa från Wikidata]
15. ↑  läs online, www.librarything.com , läst: 11 mars 2022.[källa från Wikidata]
16. ↑  läst: 4 mars 2022.[källa från Wikidata]
17. ↑  läst: 4 mars 2022.[källa från Wikidata]
18. 1 2  läs online, mausgroup.wordpress.com , läst: 11 mars 2022.[källa från Wikidata]
19. ↑  läs online, www.comic-con.org , läst: 20 september 2021.[källa från Wikidata]
20. ↑  läs online, www.actuabd.com , läst: 4 mars 2022.[källa från Wikidata]
21. ↑  läs online, www.comicsbeat.com , läst: 11 mars 2022.[källa från Wikidata]
22. ↑  läs online, www.tagesspiegel.de , läst: 4 mars 2022.[källa från Wikidata]
23. ↑  läs online, www.macdowell.org  , läst: 11 mars 2022.[källa från Wikidata]
24. ↑  "Art Spiegelman": NE.se. Läst 24 januari 2015.